# Thyridosmylus minoroides
Thyridosmylus minoroides är en insektsart som beskrevs av C.-k. Yang 1987. Thyridosmylus minoroides ingår i släktet Thyridosmylus och familjen vattenrovsländor. Inga underarter finns listade i Catalogue of Life.